# Droga krajowa nr 151 (Kostaryka)
Droga krajowa nr 151 (hiszp. Ruta Nacional Secundaria 151/Ruta 151) – jedna z dróg krajowych w Kostaryce. Znajduje się ona w prowincji Guanacaste.

## Opis
W prowincji Guanacaste droga krajowa nr 151 przebiega przez kanton Carrillo (przez dystrykty Palmira i Sardinal).